# Шарапово (Ельнинский район)
Шарапово — деревня в Смоленской области России, в Ельнинском районе. Расположено в юго-восточной части области в 1 км к западу от городской черты города Ельня, на автодороге Р96 Новоалександровский (А101) — Спас-Деменск — Ельня — Починок .
Население — 302 жителя. (2007 год). Административный центр Леонидовского сельского поселения.

## Достопримечательности
- Обелиск на братской могиле жителей деревни, сожжённых гитлеровцами.
- У деревни установлен на постаменте танк Т-34[1]